# Larry Hagman
Larry Martin Hagman (Fort Worth, 21 de setembro de 1931 — Dallas, 23 de novembro de 2012) foi um ator, diretor e produtor de cinema e televisão estadunidense, mais conhecido por interpretar o implacável barão do petróleo J.R. Ewing na telenovela Dallas (1978-1991), e o astronauta atrapalhado Major Anthony Nelson na sitcom I Dream of Jeannie (1965-1970).
Filho da atriz Mary Martin e do advogado Benjamin Jack Hagman. Em 1945, com apenas catorze anos, Hagman começou a beber fortemente, o que o conduziria a graves problemas de saúde para o resto da vida. Hagman desenvolveu uma reputação como um talentoso intérprete na escola, ao passo que em 1949, quando se graduou, sua mãe sugeriu que experimentasse a carreira de ator. Começou sua carreira em Dallas, Texas, trabalhando como assistente de produção e agindo em pequenos papéis no teatro de Margo Jones.
Em 1952, Hagman foi convocado pela Força Aérea dos Estados Unidos, durante a guerra da Coreia. Parados em Londres, ele passou a maior parte do seu serviço divertindo tropas do Reino Unido e em bases militares na Europa. Depois de deixar a Força Aérea em 1956, regressou a Nova York - onde morou por um tempo - e recebeu excelentes críticas por suas atuações.

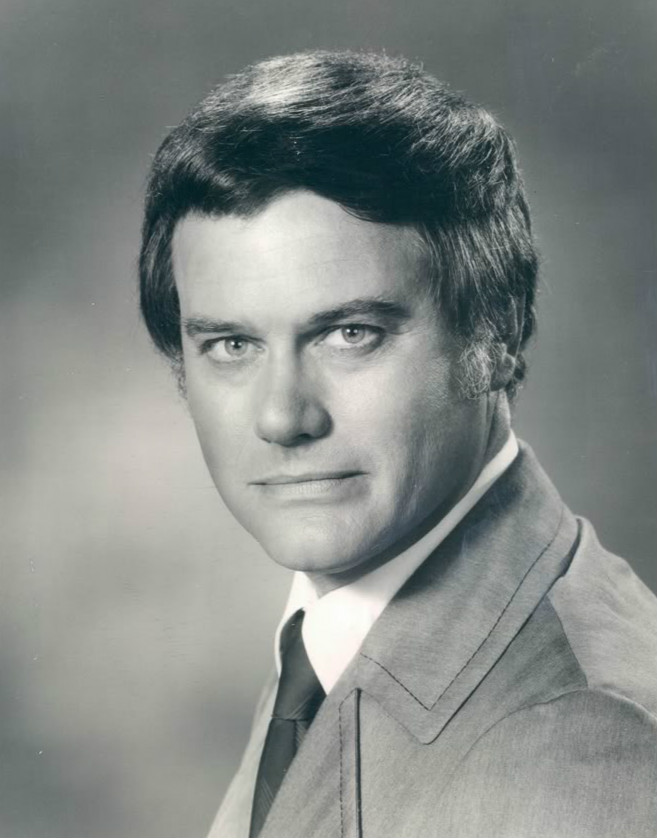
O ator em 1973

Apesar de seu sucesso, sua carreira foi assombrada pela fama de sua mãe, que estava em ascensão, devido ao seu papel na TV estrelando Peter Pan. A estreia de Larry Hagman na Broadway ocorreu em 1958, em Comes a Day. Durante este período, apareceu em numerosos programas de televisão. Juntou-se ao elenco de The Edge of Night, onde permaneceu por dois anos. Em 1964, fez sua estreia no cinema no filme Ensign Pulver, de que também participou o então jovem desconhecido Jack Nicholson.

## Jeannie é um Gênio
Depois de anos co-estrelando várias séries e de estrelar uma menos bem-sucedida no ano anterior, Hagman acertou em cheio em 1965, com o papel que caiu em suas mãos, depois de ser escolhido dentre vários atores em testes: o Major Anthony Nelson em Jeannie é um Gênio, ao lado de Barbara Eden.
Em seu primeiro ano, os executivos da NBC decidiram que a série não deveria ser filmada em cores, devido ao alto custo dessa técnica na época. Mas a partir da segunda temporada, ganhou cores e segui-se até 1970, onde terminou em sua quinta temporada, com o major finalmente se casando com Jeannie. É uma das séries mais lembradas na história da televisão mundial até hoje, e trouxe reconhecimento a Hagman, Barbara Eden e Bill Daily.

## Dallas
No fim de 1977, depois de recusar o papel do Dr. David (Bruce) Banner em O Incrível Hulk, Hagman optou por abandonar a imagem de bom rapaz e assumiu o papel do vilão J.R. Ewing em uma das séries de maior sucesso em audiência e repercussão de todos os tempos: Dallas, produzida de 1978 a 1991 (um recorde de tempo, quatorze anos).
Depois de ler o script e escutar a sugestão de sua esposa, Hagman concluiu que o papel era perfeito para ele. Viveria J.R. Ewing, um homem poderoso a quem todos amaram e odiaram. Também estrelando o show, estavam atores experientes - Jim Davis, Barbara Bel Geddes -, promissores desconhecidos - Patrick Duffy, Victoria Principal - e Linda Gray, como a esposa de J.R., Sue Ellen, com quem fez uma parceria primorosa como o casal que "amava se odiar". Os dois viviam uma relação de ódio e poder.
Globalmente, o elenco começou muito bem. Hagman e Duffy se tornaram grandes amigos. Sua "química" em cena como irmãos foi convincente, e a rivalidade existente entre ambos proporcionou momentos emocionantes e igual notoriedade a Duffy, algo a que Hagman não tinha objeções.
Observados em mais de 90 países, o show foi um sucesso mundial e Hagman tornou-se uma das estrelas mais confiáveis da rede. Como a estrela do show, Hagman se apoiou em muitas das experiências da sua juventude, por crescer no Texas, e trouxe uma irascível profundidade a seu personagem. Embora J.R. tivesse relacionamento complexo de amor e ódio com sua família, Hagman desfrutavam de um descontraído e caloroso relacionamento com seus colegas de elenco, frequentemente contando piadas para diminuir a tensão causada pelos apertados horários de filmagem e cenas altamente carregadas emocionalmente. Dallas consagrou-se como uma série nunca vista igualmente na televisão.

## Outros trabalhos
Em 2009, integrou o elenco da telenovela espanhola "Cómplices", produzida pela Antena 3 e atuou na série iCarly no Episódio : iCarly vai ao Japão .

## Vida pessoal
Larry Hagman casou-se com Maj Axelsson, de origem sueca, em 1954. O casal teve dois filhos: Heidi e Preston Hagman. Em 2008, sua esposa apresentou sintomas do Mal de Alzheimer, e seu estado veio piorando gradativamente. O diagnóstico foi confirmado pelo seu irmão, Shelley Greenhut. Hagman, então, optou por cuidar de sua esposa em casa para não deixá-la sozinha em função de sua doença.

### Morte
O ator morreu aos 81 anos, no dia 23 de novembro de 2012, em um hospital em Dallas, devido a complicações decorrentes de leucemia e de um câncer, diagnosticado em outubro do ano anterior.

## Últimos trabalhos
Larry teve algumas participações especiais como em Desperate Housewives e tinha recentemente ingressado no elenco principal de Dallas, a continuação da mítica série dos anos '80, no papel do seu famoso vilão J.R. Ewing. Contrariamente ao esperado por alguns, a série obteve um grande sucesso logo desde os primeiros episódios da primeira temporada que foi encomendada uma segunda. Larry faleceu a meio das filmagens da segunda temporada.